# Ванюков, Семён Иванович
Семён Иванович Ванюков (24 мая 1917 года, с. Малый Сундырь, Горномарийский район, Марий Эл — 10 июня 2006, Бишкек, Кыргызстан) — командир самолёта Ан-2 Киргизского управления гражданской авиации Министерства гражданской авиации СССР, Герой Социалистического Труда (1971).

## Биография
Родился 24 мая 1917 года в селе Малый Сундырь (ныне — Горномарийского района Марий Эл).
Трудился техником-землеустроителем. С 1936 года изучал лётное дело в авиаклубе в Козьмодемьянске. С 1937 года проживал в Йошкар-Оле, где продолжил заниматься в местном аэроклубе. В 1939 году окончил Ульяновскую лётную школу, после чего трудился лётчиком-инструктором в лётной школе имени Наты Бабушкиной в Йошкар-Оле.
Участвовал в Великой Отечественной войне с июня 1941 года в составе 710-го ночного бомбардировочного авиационного полка Северо-Западного фронта. В 1942 году вступил в ВКП(б). До мая 1945 года совершил 540 боевых вылета. Демобилизовался в звании старшего лейтенанта.
С 1946 года трудился лётчиком, командиром командир самолёта Ан-2 Киргизского управления гражданской авиации в городе Фрунзе. Экипаж под командованием Семёна Ванюкова досрочно выполнил задания Восьмой пятилетки по перевозке пассажиров. 15 июня 1971 года неопубликованным Указом Президиума Верховного Совета СССР «за выдающиеся успехи в выполнении заданий пятилетнего плана по перевозке пассажиров воздушным транспортом, применению авиации в народном хозяйстве страны и освоении новой авиационной техники» удостоен звания Героя Социалистического Труда с вручением ордена Ленина и золотой медали «Серп и Молот».
В 1989 году вышел на пенсию. Проживал в Бишкеке, где скончался в 2006 году. Похоронен в Бишкеке.

## Награды
- Герой Социалистического Труда (1971)
- Орден Ленина (1971)
- Орден Красной Звезды (№ 40000; 15.05.1942)
- Орден Красного Знамени (№ 44312; 23.02.1943)
- Орден Отечественной войны II степени (№ 75222; 1.05.1944)
- Орден Отечественной войны I степени (11.03.1985)
- Медаль «За оборону Москвы» (1.05.1944)
- Медаль «За победу над Германией в Великой Отечественной войне 1941—1945 гг.»
- Почётная грамота Президиума Верховного Совета Киргизской ССР (трижды)
- Почётная грамота Президиума Верховного Совета Узбекской ССР (дважды)